# باغ غمرك (مهر أباد)
باغ غمرك (بالفارسية: باغ گمرک) هي مستوطنة تقع في إيران في Mehrabad Rural District.